# Motor Industry Software Reliability Association
Motor Industry Software Reliability Association o in sigla MISRA (in italiano: Associazione dell'affidabilità del software nel settore degli autoveicoli) è un'organizzazione che produce linee guida per lo sviluppo del software per componenti elettroniche usato nel settore industriale dell'auto. 

Il software ha il nome di MISRA C.
Di MISRA fanno parte:.
- AB Automotive Electronics
- Ford Motor Company
- Jaguar Cars
- Lotus Engineering
- MIRA
- Ricardo UK
- TRW Automotive Electronics
- L'Università di Leeds
- Visteon